# Platja de s’Estanyol
Platja de s’Estanyol (‚Strand von S’Estanyol‘) ist ein kleiner Kieselstrand an der Nordküste der spanischen Baleareninsel Mallorca. Er befindet sich im Nordwesten der Gemeinde Artà an der Badia d’Alcúdia (‚Bucht von Alcúdia‘).

## Lage und Beschreibung

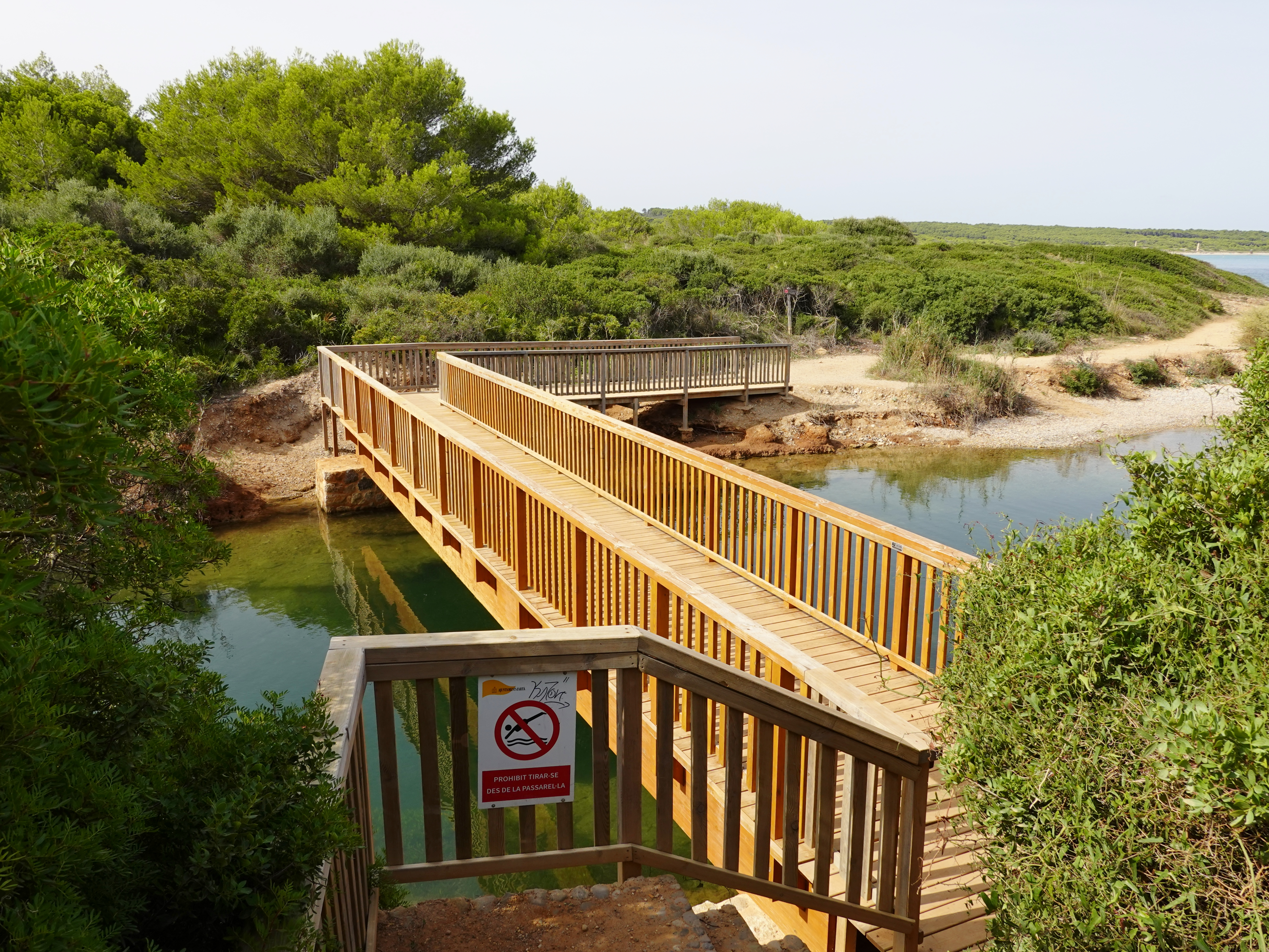
Brücke über den Barranc de sa Canova

Der Strand liegt unmittelbar südwestlich der Siedlung S’Estanyol an der Mündung des Barranc de sa Canova, eines von Osten zum Meer verlaufenden Bachlaufs. Der Bach begrenzt das 10,21 km² große Naturgebiet von besonderem Wert (Àrea natural d’especial interès – ANAI) von Sa Canova nach Nordosten. Das Naturraumgesetz (ANAI / ARIP) dient dem Schutz des Bodens vor Verbauung. Im Gebiet Sa Canova d’Artà war vor der Unterschutzstellung die Urbanització Ravena, eine Feriensiedlung für mehr als 30.000 Bewohner, geplant, die durch die Kampagne „La Canova contra Ravena“ von Umweltschützern in Zusammenarbeit mit der Gemeindeverwaltung von Artà verhindert wurde. Die ausgedehnte Dünenzone, die Marina de Sa Canova, ist mit Kiefern und Phönizischem Wacholder (auch Phönizische Zeder genannt) bestanden. Sie zieht sich einige Kilometer ins Landesinnere.
Die Platja de s’Estanyol ist etwa 120 Meter lang und 10 Meter breit. Der Strand besteht aus Kiesel und ist zum Wasser hin von flachen Felsen eingerahmt. Der hintere Bereich wird zur Ablage von kleinen Booten genutzt. Der Strandbereich ist frei von zu mietenden Liegen und Sonnenschirmen, wie an bewirtschafteten Stränden Mallorcas üblich. Wegen der Nähe zum 1500 Meter langen Strand von S’Arenal de Sa Canova, etwa 300 Meter südwestlich, und der geringen Einwohnerzahl der Siedlung S’Estanyol wird die Platja de s’Estanyol nur wenig besucht. An der Südwestseite breiten sich Sträucher vor dem dahinter beginnenden Kiefernwald aus. Hier beginnen mehrere Wege durch den Wald des Schutzgebiets sowie der Küstenwanderweg über S’Arenal de Sa Canova zur Siedlung Son Serra de Marina als Teil des Fernwanderweges GR 222. An der Nordostseite des Strandes steht das Hotel Es Blau des Nord. Nach 2013 wurde der Strandbereich durch Ausbaggern des Mündungsbereichs des Barranc de sa Canova und die Errichtung einer Fußgängerbrücke vollkommen umgestaltet.

## Zugang
Von der Hauptstraße MA-12 zwischen Artà und Alcúdia zweigt die MA-3331 in Richtung Norden nach Colònia de Sant Pere und Betlem ab. Von dieser führen Stichstraßen nach Nordwesten zur Küste, eine durch die Siedlung Montferrutx zur Küstenstraße Camí de s’Estanyol. Die Küstenstraße endet im Südwesten an der Siedlung S’Estanyol. Parkplätze sind in der relativ kleinen Siedlung ausreichend vorhanden.